# Лецлинген
Лецлинген (нем. Letzlingen) — община в Германии, в земле Саксония-Анхальт. 
Входит в состав района Зальцведель. Подчиняется управлению Зюдлихе Альтмарк.  Население составляет 1558 человек (на 31 декабря 2006 года). Занимает площадь 64,71 км².